# Claire Cox
Claire Cox (* 19. Dezember 1975 in Peterborough, Cambridgeshire, England) ist eine britische Schauspielerin.

## Leben
Claire Cox graduierte an der Central School of Speech and Drama. Danach machte sie eine Ausbildung zur Sängerin (Stimmlage: Mezzosopran) und zur Tänzerin. Sie ist Mitglied der Royal Shakespeare Company.

## Filmografie
- 1995: The Choir (5 Folgen)
- 1996: Die Stunde des Verführers (The Leading Man)
- 1997: Shooting Fish
- 1998–1999: The Last Salute (12 Folgen)
- 1999: Every Woman Knows a Secret (3 Folgen)
- 1999: Always and Everyone (4 Folgen)
- 2000: Blue Murder
- 2002: Splinters
- 2003: Inspector Lynley (The Inspector Lynley Mysteries; Folge:  A Suitable Vengeance)
- 2003: Luther
- 2003: Holby City – House of Cards
- 2004: Wren: The Man Who Built Britain
- 2004: Between Us
- 2004: Little Scars
- 2004: A Touch of Frost – Dancing in the Dark
- 2006: The Afternoon Play – Your Mother Should Know
- 2006: Foyle’s War – Bad Blood
- 2006: Mayo (2 Folgen)
- 2006: The Bill (2 Folgen)
- 2006: Holby City – Invasion
- 2006: A Touch of Frost – Endangered Species
- 2006: Eragon – Das Vermächtnis der Drachenreiter (Eragon)
- 2007: War Hero
- 2007: Wishbaby
- 2007: Spooks – Im Visier des MI5 (Spooks; Fernsehserie, 4 Folgen)
- 2008: Doctors (Fernsehserie, 4 Folgen)
- 2010: Kommissar Wallander: Die fünfte Frau (Wallander – The Fifth Woman)
- 2010: Casualty (Fernsehserie, Folge: Past Lives)
- 2013: Elefanten vergessen nicht (Agatha Christie’s Poirot; Fernsehserie, Episode Elephants can remember)
- 2017–2019: Jamestown (Fernsehserie)

## Nominierungen
- 2000: Ian Charleson Award für die Interpretation der Portia in Shakespeares „Julius Caesar“